# Zirkoon (mineraal)

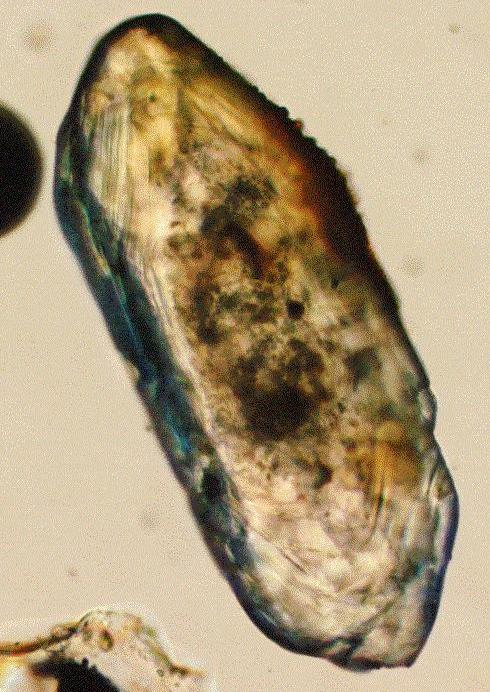
Zirkoon

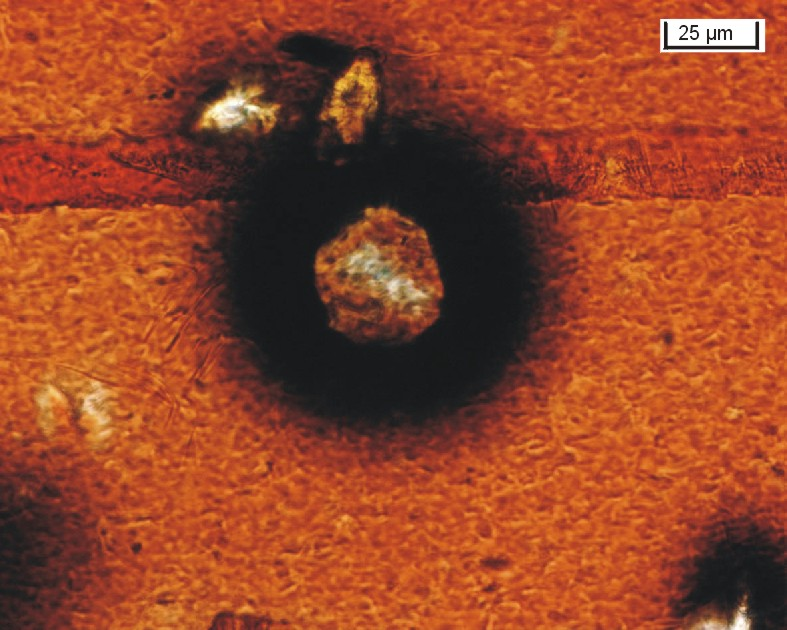
Zirkoon in biotiet
Door radioactief verval vrijkomende alfadeeltjes beschadigen het kristalrooster van het biotiet, waardoor een pleochroïsche halo ontstaat.

Het mineraal zirkoon is een zirkonium-silicaat met de molecuulformule ZrSiO4. Het is een nesosilicaat, in dit geval een verbinding van een nesosilicaat met zirkonium.

## Naam
De naam zirkoon is te herleiden tot het Perzische zargūn, dat goudkleurig betekent. Het is via onder meer het Arabisch en het Frans in het Nederlands terechtgekomen. Het woord jargon, waar men lichte zirkonen mee aanduidt, gaat terug op hetzelfde Perzische woord. Gele zirkoon wordt hyacint genoemd.

## Eigenschappen
De natuurlijke kleur van zirkoon varieert van kleurloos, goudgeel en rood tot bruin. Zirkoon moet niet worden verward met de synthetische edelsteen kubisch zirkonia, die een geliefde imitatie van diamant is.

### Datering
Zirkonen kunnen zich sinds het ontstaan van de radiometrische datering in een bijzondere belangstelling van geologen verheugen. Zirkonen bevatten in het algemeen kleine hoeveelheden radioactieve isotopen 235U, 238U en 232Th, van 10 ppm tot 5 massaprocent. Al deze isotopen vervallen op den duur tot een isotoop van lood. Door de verhouding uranium/lood of thorium/lood te bepalen van de desbetreffende isotopen kan men de kristallisatietijd van het kristal bepalen en daarmee de ouderdom van het gesteente waarin het zich bevindt.
Zirkonen zijn bijzonder goed bestand tegen verwering en zelfs extreme metamorfose, zij kunnen zelfs informatie over dit soort gebeurtenissen in hun isotopenverhoudingen vastleggen.

## Voorkomen
Zirkoon is een opmerkelijk mineraal dat overal in de aardkorst voorkomt. Het wordt primair aangetroffen in dieptegesteente, als vroeg kristallisatie-product, en in metamorf gesteente, als product van rekristallisatie. In sedimentaire gesteenten vindt men dendritische zirkonen, die door de erosie van getransporteerde en afgezette kristallen worden gevormd. De doorsnee grootte van zirkoon ligt tussen 100 - 300 μm, in graniet bijvoorbeeld, maar zo nu en dan worden exemplaren aangetroffen van enige centimeters, vooral in pegmatieten.
De oudste mineralen die tot nog toe op aarde zijn gevonden, zijn zirkonen uit de Jack Hills in het westen van Australië met een ouderdom van 4,404 Ga. Er zijn afzettingen van zware mineralen waarin zirkoon soms in lagen als voornaamste gesteente voorkomt. Dit soort afzettingen worden aangetroffen in India, de Verenigde Staten, Australië, Sri Lanka en Zuid-Afrika.
Zirkoon is een van de 'negen edelstenen' in de Thaise Orde van de Negen Edelstenen.
Zirkoon komt in de zand-fractie voor van riviersediment in Nederland uit het Kwartair. In de zware-mineraalanalyse zoals dat in Nederland bij de Rijks Geologische Dienst gedurende de tweede helft van de twintigste eeuw plaatsvond, wordt het mineraal bij de stabiele groep ingedeeld. Vooral in maas-zanden komt zirkoon relatief veel voor.

## Industriële toepassing
Zirkonen worden commercieel gewonnen voor de winning van het metaal zirkonium. Zirkoon heeft een hoge brekingsindex van 1,95. Die van diamant is ter vergelijking 2,4, van zirkonia 2,2 en van kwarts 1,5. Grotere exemplaren zijn gezocht, omdat het halfedelsteen zijn. Door een hittebehandeling kunnen bruine en troebele zirkonen een kleurverandering ondergaan. Zo ontstaan kleurloze, blauwe of goudgele stenen.

## Websites
- Zircon Mineral Data
- Mindat.org. Zircon